# Christmas-faktor

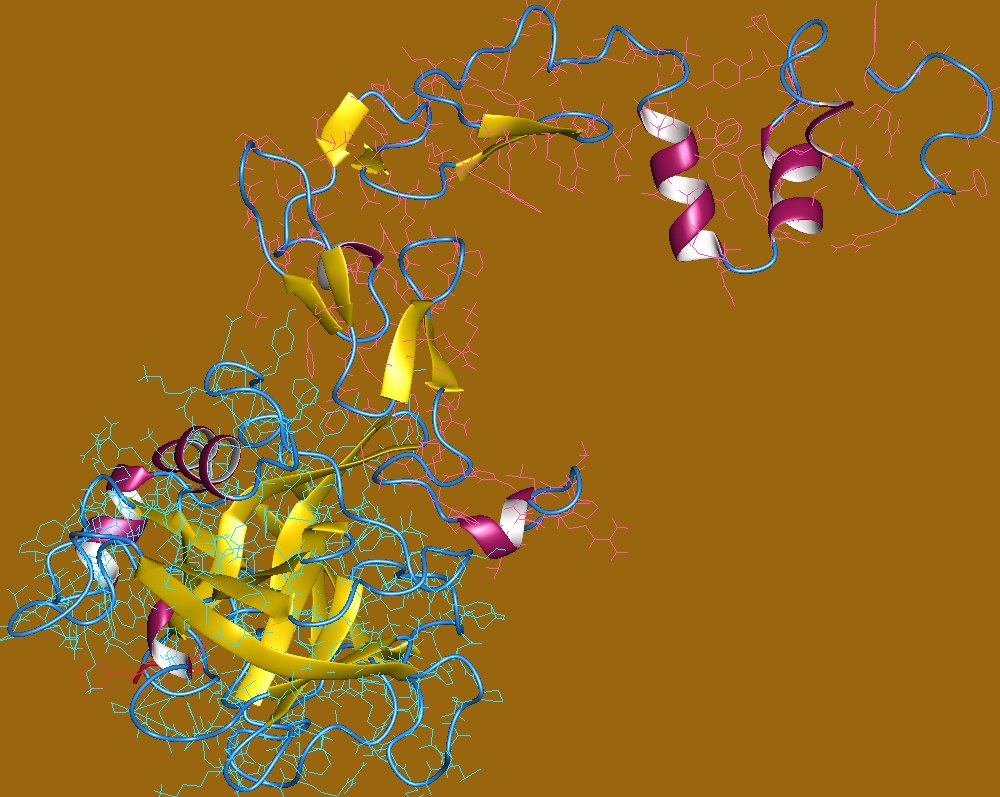
Faktor IXa, Sus scrofa

A Christmas-faktor vagy IX-es faktor a véralvadási rendszerhez tartozó szerin proteázok egyike; amely az S1 peptidáz családhoz tartozik. E fehérje hiánya okozza a hemofília B-t. 1952-ben fedezték fel; és nevezték el egy fiatal fiú, Stephen Christmas után, akiben a tényező hiánya hemofíliát okozott.

## Fiziológia

A véralvadási kaszkád.

A IX-es faktor inaktív enzim előanyagként (zimogén) termelődik. Aktiválódása: eltávolítódik belőle a jelző peptid, glikozilálódik, végül felhasítja a XIa faktor (kontakt aktiválási útvonal), vagy a VIIa faktor (szöveti faktor (Tissue factor) útvonal). Így kétláncúvá válik, ahol a láncokat diszulfid híd kapcsolja össze. Amikor a IX-es faktor Ca2+-ionok, membrán foszfolipidek, és a VIII-as faktor kofaktorának jelenlétében aktivizálódik (IXa faktor); egyúttal hidrolizál egy arginin-izoleucin kötést a X-es faktorban, így az Xa faktorrá alakul (aktivizálódik).
A IX-es faktort gátolja az antitrombin.
A IX-es faktor expressziója a kor előrehaladtával növekszik az emberekben és az egerekben. Az egér modellekben, a IX-es faktor promoter régiójában történő mutációknak van egy életkorfüggő fenotípusa.

## Domén felépítés
A VII-es, IX-es és X-es faktorok mindegyike kulcsszerepet játszik a véralvadásban, valamint közös a fehérjedomén. A IX-es faktor fehérje, négy fehérjedoménből áll. Ezek a Gla domén; az EGF domén két tandem másolata; és a C-terminális tripszin-szerű peptidáz; amely végrehajtja a katalitikus hasítást.
Kimutatták, hogy az N-terminális EGF domén, legalább részben felelős a szöveti faktor megkötéséért.
Mind a négy domén struktúrát megfejtették; a két EGF domén és a tripszin-szerű domén meghatározó a disznó fehérje számára. A Gla domén szerkezetét, amely a Ca2+-függő foszfolipid kötésért felelős, szintén mágneses magrezonancia (NMR) segítségével határozták meg.
A "szuper-aktív" mutánsok több szerkezetét is sikerült megfejteni, amelyek felfedik IX-es faktor, a véralvadási kaszkád más fehérjéi általi aktivációjának természetét.

## Genetika
A IX-es faktor génje az X-kromoszómában található (Xq27.1-q27.2), ezért X-kromoszómához kötött recesszív tulajdonságú: ennek a génnek a mutációja férfiak esetében sokkal gyakoribb, mint a nőknél. Először 1982-ben klónozták (Kotoku Kurachi és Earl Davie által).
Polly, a transzgénikusan klónozott Poll Dorset birka hordozza a IX-es faktor génjét, amelyet Dr. Ian Wilmut készített a Roslin Intézetben, 1997-ben.

## Betegségben játszott szerepe
A IX-es faktor hiánya okozza a Christmas betegséget (hemofília B). A IX-es faktor több mint 100 mutációját írták már le; néhány nem okoz tüneteket, de sokuk jelentős vérzési rendellenességhez vezet. Az eredeti Christmas betegséget okozó mutációt Christmas DNS-ének szekvenciálásával azonosították; felfedtek egy mutációt, amely egy ciszteint szerinné változtatott. A Christmas betegség kezelésére rekombináns IX-es faktort használnak, amely a kereskedelmi forgalomban BeneFIX néven található meg. A IX-es faktor néhány ritka mutációja megemelkedett véralvadási aktivitást eredményez, és így véralvadási betegségeket, például mélyvénás trombózist okoz.
A IX-es faktor hiányát különböző állati vagy állati sejt vektorokban klónozott, tisztított IX-es faktor injekciókkal kezelik. A tranexámsav értékes, azon műtét előtt álló betegek számára, akik öröklött IX-es faktor hiányban szenvednek; annak érdekében, hogy csökkentsék a perioperatív vérzés kockázatát.

## További olvasásra
- Davie EW, Fujikawa K (1975). „Basic mechanisms in blood coagulation”. Annu. Rev. Biochem. 44, 799–829. o. DOI:10.1146/annurev.bi.44.070175.004055. PMID 237463.
- Sommer SS (1992). „Assessing the underlying pattern of human germline mutations: lessons from the factor IX gene”. FASEB J. 6 (10), 2767–74. o. PMID 1634040.
- Lenting PJ, van Mourik JA, Mertens K (1999). „The life cycle of coagulation factor VIII in view of its structure and function”. Blood 92 (11), 3983–96. o. PMID 9834200.
- Lowe GD (2002). „Factor IX and thrombosis”. Br. J. Haematol. 115 (3), 507–13. o. DOI:10.1046/j.1365-2141.2001.03186.x. PMID 11736930.
- O'Connell NM (2004). „Factor XI deficiency--from molecular genetics to clinical management”. Blood Coagul. Fibrinolysis 14 Suppl 1, S59–64. o. PMID 14567539.
- Du X (2007). „Signaling and regulation of the platelet glycoprotein Ib-IX-V complex”. Curr. Opin. Hematol. 14 (3), 262–9. o. DOI:10.1097/MOH.0b013e3280dce51a. PMID 17414217.

## Fordítás
- Ez a szócikk részben vagy egészben  a   Factor IX című angol Wikipédia-szócikk fordításán alapul.  Az eredeti cikk szerkesztőit annak laptörténete sorolja fel. Ez a jelzés csupán a megfogalmazás eredetét és a szerzői jogokat jelzi, nem szolgál a cikkben szereplő információk forrásmegjelöléseként.